# HD 197027
HD 197027 (HIP 102152) è una stella nella costellazione del Capricorno di magnitudine 9,15, distante 250 anni luce dal sistema solare.
Le caratteristiche fisico-chimiche di questa stella sono molto simili a quelle del Sole, si tratta della più vecchia analogo solare conosciuta. L'abbondanza di 21 elementi sono più simili al Sole rispetto a qualsiasi altra gemella solare conosciuta. Massa, gravità superficiale e microturbolenza sono quasi identiche a quelle del Sole. Tuttavia è significativamente più vecchia, essendo la sua età stimata da 6,9 a 8,2 miliardi di anni, contro i 4,7 miliardi di anni del Sole.

## Caratteristiche
Talawanda R. Monroe et al. hanno studiato due candidate gemelle del Sole come 18 Scorpii e HD 197027, con lo spettrografo UVES montato sul VLT, confrontando le abbondanze di vari elementi, soprattutto del litio. Questo elemento, presente nell'universo fin dal Big Bang, pare sia più abbondante nelle fasi iniziali della vita di una stella; lo stesso Sole contiene ora solo l'1% del litio che aveva poco dopo la sua formazione.
In precedenza erano state trovate diverse analoghe solari con dimensione e temperatura simili al Sole, ma molto spesso, trattandosi di stelle più giovani, mostravano una quantità di litio ben maggiore rispetto al Sole. Dopo lo studio di Meléndez e Ramírez su HD 101364, una gemella del Sole, che mostrava la stessa quantità di litio, l'osservazione di questa stella e della sua scarsa abbondanza di questo elemento ha definitivamente dimostrato il legame tra l'abbondanza di litio e l'età della stella. Nel corso del tempo il litio viene poco a poco distrutto; 18 Scorpii ne ha tre volte più del Sole ed è quindi più giovane (2,9 miliardi di anni), mentre la pochissima quantità di litio trovata in HD 197027 indica la sua età avanzata. L'importanza nell'osservazione di questa stella è stata di poter osservare una versione futura della nostra stella; le sue caratteristiche, compresa l'abbondanza di altri elementi, la pone come una delle maggiori candidate ad ospitare pianeti rocciosi simili alla Terra.
Nonostante uno studio del 2016 di Leonardo dos Santos e colleghi riduca leggermente la sua età in 6,92 ± 0,69 miliardi di anni, HD 197027 rimane la stella di massa solare più vecchia conosciuta.
La sua massa è simile a quella del Sole ed è ancora in sequenza principale, ossia sta convertendo idrogeno in elio tramite le reazioni nucleari, tuttavia ha aumentato leggermente il suo raggio, a causa del diverso rapporto tra idrogeno ed elio al suo interno; a mano a mano che l'elio inerte, prodotto della fusione dell'idrogeno, si accumula nel nucleo della stella, avviene anche una diminuzione del tasso di fusione. Il nucleo stellare si contrae aumentando temperatura e pressione per compensare la maggiore densità, innalzando di nuovo il tasso di fusione; di conseguenza la maggiore produzione di energia da parte del nucleo aumenta la luminosità e il raggio della stella. Lo stesso Sole all'inizio della sua vita aveva una luminosità del 70% di quella attuale.